# Temporada de huracanes del Atlántico de 1975
La temporada de huracanes del Atlántico de 1975 presentó la primera tormenta tropical en convertirse en huracán basándose únicamente en imágenes satelitales : el huracán Doris. La temporada comenzó oficialmente el 1 de junio y duró hasta el 30 de noviembre. Estas fechas delimitan convencionalmente el período de cada año en el que se forman la mayoría de los ciclones tropicales en la cuenca del Atlántico . La temporada estuvo cerca del promedio, con la formación de nueve tormentas tropicales, de las cuales seis se convirtieron en huracanes. Tres de esos seis se convirtieron en huracanes importantes, que son de categoría 3 o superior en la escala Saffir-Simpson . El primer sistema, la Depresión Tropical Uno, se desarrolló el 24 de junio. La Tormenta Tropical Amy en julio causóla erosión de las playas y las inundaciones costeras desde Carolina del Norte hasta Nueva Jersey , y mató a una persona cuando un barco naufragó frente a la costa de Carolina del Norte. El huracán Blanche trajo fuertes vientos a partes del Atlántico canadiense , dejando alrededor de $ 6,2 millones (1975  USD ) en daños. El huracán Caroline trajo mareas altas e inundaciones al noreste de México y Texas , con dos ahogamientos en este último.
La tormenta más significativa de la temporada fue el huracán Eloise , un huracán de categoría 3 que azotó el Panhandle de Florida en su máxima intensidad, luego de provocar graves inundaciones en el Caribe . Eloise causó 80 muertes, incluidas 34 en Puerto Rico , 7 en República Dominicana , 18 en Haití y 21 en los Estados Unidos , con 4 en Florida . El huracán dejó alrededor de $ 560 millones en daños en los Estados Unidos. huracán Gladys, un huracán de categoría 4, fue el ciclón tropical más intenso de la temporada, pero dejó poco impacto en tierra. Dos depresiones tropicales también causaron daños y muertes. En conjunto, los ciclones tropicales de esta temporada provocaron 87 muertes y alrededor de $564,7 millones en daños.

## Resumen de temporada
La temporada de huracanes en el Atlántico comenzó oficialmente el 1 de junio con el desarrollo del primer ciclón tropical el 24 de junio. Aunque se desarrollaron 23 depresiones tropicales, solo nueve de ellas alcanzaron la intensidad de tormenta tropical; esto fue casi normal en comparación con el promedio de 9,6 tormentas con nombre entre 1950 y 2000. Seis de ellos alcanzaron la categoría de huracán, ligeramente por encima del promedio de 5,9 entre 1950 y 2000. Además, tres tormentas alcanzaron la categoría de huracán mayor; por encima del promedio de 1950-2000 de 2,3. Colectivamente, los ciclones de esta temporada causaron al menos 84 muertes y más de $564,7 millones en daños. La temporada de huracanes en el Atlántico terminó oficialmente el 30 de noviembre, aunque el ciclón final se volvió extratropical el 13 de diciembre.
La ciclogénesis tropical comenzó en junio, con el desarrollo de una depresión tropical el 24 de junio, seguida de la tormenta tropical Amy el 27 de junio. Cuatro sistemas se originaron en julio, incluido el huracán Blanche. Después de que la Depresión Tropical Seis se disipara el 30 de julio, la actividad tropical quedó inactiva durante más de tres semanas y finalizó con el desarrollo del huracán Caroline el 24 de agosto. Otro ciclón, el huracán Doris, también se formó en agosto. Septiembre fue el mes más activo de la temporada, con ocho ciclones tropicales, incluidos los huracanes Eloise , Faye y Gladys .. En octubre se formaron cuatro sistemas, uno de los cuales se intensificó hasta convertirse en la tormenta tropical Hallie. Dos depresiones tropicales se desarrollaron en noviembre. El último sistema, una tormenta subtropical, se formó el 6 de diciembre y pasó a ser un ciclón extratropical el 13 de diciembre.
La actividad de la temporada se reflejó con una calificación de energía ciclónica acumulada (ACE) de 76. En términos generales, ACE es una medida del poder de una tormenta tropical multiplicada por el tiempo que existió. Por lo tanto, una tormenta de mayor duración tendrá valores altos de ACE. Solo se calcula para avisos completos sobre sistemas tropicales y subtropicales específicos que alcancen o superen velocidades de viento de 39 mph (63 km/h). En consecuencia, las depresiones tropicales no están incluidas aquí. Una vez que la tormenta se ha disipado, generalmente después del final de la temporada, el Centro Nacional de Huracanes (NHC) vuelve a examinar los datos. Estas revisiones pueden conducir a un total de ACE revisado ya sea hacia arriba o hacia abajo en comparación con el valor operativo.

## Ciclones tropicales

### Tormenta tropical Amy
Una vaguada de baja presión se convirtió en una depresión tropical justo al norte de Gran Bahama el 27 de junio.  La depresión se dirigió generalmente hacia el norte y se mantuvo débil. Al acercarse a la costa de las Carolinas , la depresión giró bruscamente hacia el este delante de una vaguada que se acercaba rápidamente. Temprano el 29 de junio, el sistema se intensificó en la tormenta tropical Amy en la costa de Carolina del Norte . Se intensificó aún más y la tormenta alcanzó su intensidad máxima con vientos de 110 km/h (70 mph) y una presión barométrica de 981 mbar (hPa; 28,97 inHg) el 2 de julio.  Durante la mayor parte de la existencia de la tormenta, Amy presentó muchas características subtropicales– características tanto tropicales como extratropicales – pero no fue clasificado como tal debido a la proximidad a la tierra.  Para el 4 de julio, el sistema se movió al sureste de Terranova antes de volverse extratropical. Los restos continuaron rápidamente hacia el noreste y pronto se disiparon. 
Los principales efectos de Amy fueron mares agitados, que alcanzaron hasta 15 pies (4,6 m) de altura, que se sintieron desde Carolina del Norte hasta Nueva Jersey, provocando inundaciones costeras menores y erosión de las playas.  La tormenta también trajo lluvias generalmente ligeras a tierra, con un máximo de 5,87 pulgadas (149 mm) en Belhaven, Carolina del Norte .  En alta mar de Carolina del Norte, una goleta que transportaba a cuatro personas volcó el 30 de junio, lo que resultó en la muerte del padre de los otros tres miembros de la tripulación. Permanecieron en el mar durante aproximadamente 15 días antes de ser rescatados por un barco mercante griego

### Huracán Blanche
Una onda tropical emergió en el Océano Atlántico desde la costa oeste de África el 14 de julio. El sistema permaneció débil durante aproximadamente una semana, antes de que la convección comenzara a aumentar significativamente el 21 de julio. Después de que la cizalladura del viento disminuyó,  la ola logró convertirse en una depresión tropical el 24 de julio a unas 355 millas (570 km) al noreste de las Islas Turcas y Caicos . Se movió hacia el noroeste hasta la madrugada del 26 de julio,  cuando un frente frío que se aproximaba y una vaguada asociada hicieron que la depresión girara hacia el noreste.  Por esa época, el ciclón se intensificó hasta convertirse en la tormenta tropical Blanche.  Un frente frío debilitado y fuerzas baroclínicas crearon un entorno favorable para intensificar, lo que permitió que Blanche se convirtiera en un huracán de categoría 1 el 27 de julio. Se profundizó un poco más, y la tormenta alcanzó su punto máximo con vientos de 85 mph (140 km / h) y una presión barométrica mínima de 980 mbar (29 inHg). Antes de las 12:00 UTC del 28 de julio, Blanche tocó tierra en Barrington, Nueva Escocia , con vientos de 80 mph (130 km/h). El sistema se transformó rápidamente en un ciclón extratropical, que pronto se disipó. 
En el Atlántico canadiense , los restos de Blanche produjeron fuertes ráfagas de viento de hasta 70 mph (110 km/h), junto con lluvias moderadas, con un máximo de 3,1 pulgadas (79 mm) en Chatham, New Brunswick .  Los fuertes vientos derribaron dos casas rodantes y destruyeron un matadero que estaba en construcción. Además, se derribaron árboles y líneas eléctricas, dejando entre 500 y 1.000 clientes sin electricidad. La corporación eléctrica en Nueva Escocia sufrió daños por alrededor de $196,600. Los servicios telefónicos también fueron interrumpidos. El puente A. Murray MacKay se cerró después de que una plataforma petrolera se soltara y amenazara con golpear el puente. En la Isla del Príncipe Eduardo , vuelos desde y hacia el aeropuerto de Charlottetownfueron cancelados, al igual que el servicio de ferry a Nueva Escocia. En la provincia, muchos hogares y comercios se quedaron sin servicio telefónico. En general, los daños en Canadá alcanzaron los 6,2 millones de dólares.

### Huracán Caroline
Una onda tropical que emergió en el Atlántico desde la costa oeste de África el 15 de agosto se convirtió en una depresión tropical a unas 200 millas (320 km) al norte de La Española el 24 de agosto.  La depresión se movió hacia el oeste-suroeste y falló. se intensificó antes de cruzar las Islas Turcas y Caicos y tocar tierra a lo largo de la costa norte en el este de Cuba el 25 de agosto. Después de emerger al Mar Caribe , el ciclón se dirigió hacia el oeste-noroeste a partir del 27 de agosto. Al día siguiente, la depresión entró en el Golfo de México después de pasar cerca de la costa de la península de Yucatán. Luego, el sistema se intensificó hasta convertirse en la tormenta tropical Caroline temprano el 29 de agosto y en huracán a las 00:00 UTC del día siguiente. Se produjo un mayor fortalecimiento, con la tormenta alcanzando su punto máximo como un huracán de categoría 3 con vientos de 115 mph (185 km/h) y una presión mínima de 963 mbar (28,4 inHg) a principios del 31 de agosto. Por esa época, Caroline tocó tierra en una zona rural. área de Tamaulipas , ubicada en el noreste de México. El sistema se debilitó rápidamente y se disipó el 1 de septiembre. 
En México, la tormenta produjo mareas de tormenta de 3 m (10 pies) a lo largo de la costa, mientras que 127 a 254 mm (5 a 10 pulgadas) de lluvia cayeron tierra adentro. Las lluvias torrenciales obligaron a evacuar a 1.000 personas y dejaron daños moderados en viviendas y negocios. La precipitación puso fin a una sequía de ocho meses que afectaba partes del interior del norte de México y disminuía la producción de maíz de la zona.  A lo largo de la costa, varios pueblos pequeños sufrieron daños significativos por la marejada ciclónica del huracán.  Partes del sur de Texas también experimentaron fuertes lluvias, con 11,93 pulgadas (303 mm) en Port Isabel .  Brownsville rompió un récord por la mayor cantidad de precipitación observada en un día de agosto. Dos muertes ocurrieron por ahogamiento en Galveston .

### Huracán Doris
Un área de baja presión se desarrolló dentro de una banda frontal sobre el Atlántico central el 27 de agosto.  A las 12:00 UTC del día siguiente, el sistema se convirtió en una tormenta subtropical mientras se encontraba a 930 millas (1500 km) al suroeste de las Azores .  La clasificación subtropical se debió a la falta de un nuboso denso central (CDO), con los chubascos y tormentas principalmente consistentes en una fuerte banda de convención ubicada al sureste del centro, así como su asociación a la banda frontal. Porque el sistema estaba fuera del alcance autorizado de los aviones de reconocimiento .Se utilizaron vuelos, satélites y barcos para monitorear la intensidad y el estado tropical de la tormenta. Después de que las imágenes satelitales indicaran que el sistema se volvió más simétrico, desarrolló CDO y se separó del sistema frontal,  el ciclón fue reclasificado como tormenta tropical Doris el 29 de agosto. 
Doris hizo historia en la meteorología cuando, el 31 de agosto, se convirtió en el primer huracán del Atlántico en alcanzar la intensidad de huracán únicamente sobre la base de imágenes satelitales,  a través de la técnica Dvorak .  Luego, el ciclón curvó hacia el norte y se intensificó aún más durante los días siguientes, convirtiéndose en un huracán de categoría 2 a principios del 2 de septiembre.  Según la técnica de Dvorak, se estima que Doris alcanzó su punto máximo con vientos máximos sostenidos de 110 mph ( 175 km/h) y una presión barométrica mínima de 965 mbar (28,5 inHg) poco después. Para el 3 de septiembre, el huracán comenzó a interactuar con un área de baja presión no tropical. Al día siguiente, Doris se debilitó rápidamente a tormenta tropical y pasó a ser un ciclón extratropical a unas 830 millas (1340 km) al sur-sureste de Cape Race , Terranova, alrededor de las 06:00 UTC. Los remanentes extratropicales se debilitaron y luego se disiparon a última hora del 4 de septiembre.

### Huracán Eloise
Una onda tropical se convirtió en una depresión tropical el 13 de septiembre al este de las Islas Vírgenes.  El sistema avanzó hacia el oeste y se fortaleció hasta convertirse en la tormenta tropical Eloise mientras pasaba al norte de Puerto Rico. Eloise alcanzó brevemente la intensidad de un huracán poco después, pero se debilitó nuevamente a una tormenta tropical cuando tocó tierra en La Española. El ciclón emergió en aguas abiertas del norte del Mar Caribe. Después de golpear el norte de la península de Yucatán, Eloise giró hacia el norte y se volvió a intensificar. En el Golfo de México, el ciclón se profundizó rápidamente, convirtiéndose en un huracán de categoría 3 el 23 de septiembre. El huracán tocó tierra al oeste de Panama City, Florida, antes de moverse tierra adentro a través de Alabama y disiparse el 24 de septiembre. 
La tormenta produjo fuertes lluvias a lo largo de Puerto Rico y La Española,  provocando grandes inundaciones que dejaron graves daños 59 muertes.  Miles de personas en estas áreas se quedaron sin hogar cuando las aguas de las inundaciones sumergieron a numerosas comunidades.  A medida que Eloise avanzaba hacia el oeste, afectó a Cuba en menor medida.  Antes de la tormenta, alrededor de 100.000 residentes evacuados de la región de la Costa del Golfo.  Al tocar tierra en Florida, Eloise generó ráfagas de viento de 155 mph (249 km/h),  que demolieron cientos de edificios en el área. Los fuertes vientos, las olas y la marejada ciclónica de la tormenta dañaron gravemente numerosas playas, muelles y otras estructuras costeras.
Los daños relacionados con el viento se extendieron hacia el interior de Alabama y Georgia.  Más al norte, las lluvias torrenciales a lo largo de toda la costa este de los Estados Unidos crearon una inundación sin precedentes y de gran alcance, especialmente en los estados del Atlántico Medio.  En esa región, otras 17 personas murieron como resultado de las inundaciones de agua dulce de la tormenta postropical;  Los efectos geológicos y de infraestructura fueron comparables a los del huracán Agnes tres años antes.  En los Estados Unidos, los daños ascendieron a aproximadamente $ 560 millones.  La tormenta mató a 80 personas a lo largo de toda su trayectoria.

### Huracán Faye
Una onda tropical emergió en el Atlántico desde la costa oeste de África el 14 de septiembre. Después de separarse de la Zona de Convergencia Intertropical el 18 de septiembre,  la ola se convirtió rápidamente en una depresión tropical a unas 575 millas (925 km) al oeste del Cabo . Islas Verdes .  Moviéndose hacia el noroeste, la depresión se intensificó, según los barcos y las imágenes satelitales,  convirtiéndose en la tormenta tropical Faye el 19 de septiembre.  El ciclón luego se movió hacia el oeste y no pudo intensificarse más debido a la creciente cizalladura del viento,  antes de debilitarse a depresión tropical el 23 de septiembre. Poco después, Faye giró hacia el norte, cruzando un eje de canal superior sobre el Atlántico central. El flujo del sudoeste en altura permitió que el sistema se volviera a fortalecer,  con Faye convirtiéndose nuevamente en una tormenta tropical el 25 de septiembre. Faye aceleró hacia el noroeste y se profundizó hasta convertirse en un huracán de categoría 1 a principios del 26 de septiembre, varias horas antes de alcanzar la intensidad de categoría 2. 
Alrededor de las 23:00 UTC del 26 de septiembre, el ciclón pasó a unas 35 millas (55 km) al este de las Bermudas . Se registraron vientos de hasta 69 mph (111 km / h) y fuertes lluvias en la isla.  Hasta 71 mm (2,8 pulgadas) de lluvia cayeron en las Bermudas a causa del huracán.  Ya gravemente afectada por las inundaciones de Eloise días antes, Nueva Inglaterra se preparó para inundaciones adicionales de Faye. El Servicio Meteorológico Nacional emitió avisos de inundaciones repentinas, lo que resultó en más evacuaciones.  A las 00:00 UTC del 27 de septiembre, el huracán alcanzó su velocidad de viento máxima sostenida de 105 mph (165 km/h).  Más tarde ese día, Faye curvó hacia el noreste bajo un fuerte flujo del oeste. Aunque el sistema se debilitó a huracán de categoría 1 a última hora del 28 de septiembre, la tormenta alcanzó su presión barométrica mínima de 977 mbar (28,9 inHg),  observada por un avión de reconocimiento.  Faye luego se curvó hacia el este y perdió las características tropicales, convirtiéndose en extratropical a las 12:00 UTC del 29 de septiembre, mientras se encontraba al noroeste de la isla de Corvo en las Azores. 

### Huracán Gladys
Una onda tropical emergió en el Atlántico desde la costa oeste de África el 17 de septiembre.  El sistema se convirtió en una depresión tropical mientras se encontraba a unas 750 millas (1210 km) al suroeste de las islas de Cabo Verde el 22 de septiembre.  Inicialmente , la depresión permaneció débil, pero después de encontrar temperaturas cálidas en la superficie del mar y poca cizalladura del viento,  se fortaleció hasta convertirse en la tormenta tropical Gladys el 24 de septiembre.  Moviéndose hacia el oeste-noroeste, la tormenta entró en un ambiente más desfavorable, principalmente aumentó cizalladura del viento  A pesar de esto, Gladys se intensificó hasta convertirse en un huracán de categoría 1 el 28 de septiembre. Poco después, la tormenta volvió a entrar en un área favorable para fortalecerse. Un ojo bien definido se hizo visible en las imágenes de satélite el 30 de septiembre. 
A medida que la tormenta avanzaba hacia el este de las Bahamas, comenzó una curva hacia el norte, momento en el que se desarrolló un anticiclón sobre el ciclón.  Posteriormente, esto permitió que Gladys se intensificara rápidamente hasta convertirse en un huracán de categoría 4, alcanzando vientos máximos sostenidos de 140 mph (230 km/h) y una presión barométrica mínima de 939 mbar (27,7 inHg) el 2 de octubre. A partir de entonces, Gladys comenzó a se debilitó y pasó muy cerca de Cape Race , Newfoundland, antes de perder las características tropicales el 3 de octubre mientras se encontraba a unas 385 millas (620 km) al noreste de St. John's . Posteriormente, los remanentes se fusionaron con un gran ciclón extratropical el 3 de octubre. Los efectos del sistema a lo largo de la costa este de los Estados Unidos fueron mínimos, aunque se informó de fuertes lluvias y mares agitados.  En Terranova, se observaron fuertes vientos y precipitaciones ligeras. 

### Tormenta tropical Hallie
Una vaguada frontal salió de la costa este de los Estados Unidos el 18 de octubre. La parte sur del sistema se detuvo cerca de las Bahamas; simultáneamente, se formó un corte bajo de nivel superior en la misma región. La perturbación produjo convección dispersa, hasta que una onda tropical se fusionó con ella el 23 de octubre. El sistema se convirtió en una depresión subtropical el 24 de octubre, mientras se encontraba a unas 100 millas (160 km) al este de Florida. La depresión se desplazó hacia el norte el 25 de octubre y finalmente adquirió características tropicales el 26 de octubre. Debido a los vientos con fuerza de tormenta tropical, el sistema fue reclasificado como tormenta tropical Hallie, mientras se encontraba a unas 100 millas (160 km) al este de Charleston, Carolina del Sur.. Hallie aceleró hacia el noreste a partir del 26 de octubre. Al día siguiente, Hallie alcanzó su punto máximo con vientos de 50 mph (85 km / h). Más tarde ese día, Hallie se fusionó con una zona frontal y se convirtió en Virginia extratropical en alta mar. 
El precursor de Hallie produjo una extensa precipitación nubosa en las Bahamas.  El 27 de octubre, se emitieron advertencias de vendaval para partes de los Outer Banks de Carolina del Norte, y se publicaron advertencias para embarcaciones pequeñas para las áreas costeras desde Georgia hasta Virginia.  Las mareas a lo largo de las costas de Carolina del Norte y Virginia estaban generalmente entre 1 y 2 pies (0,30 y 0,61 m) por encima de lo normal. En general, cayeron precipitaciones ligeras, con un máximo de 2,55 pulgadas (65 mm) en Manteo, Carolina del Norte .  Además, el gradiente de presión entre Hallie y un área de alta presión aumentó los vientos en gran parte de la costa este de los Estados Unidos.

## Nombres de los ciclones tropicales
Los siguientes nombres se usaron para las tormentas con nombre (tormentas tropicales y huracanes) que se formaron en el Atlántico Norte en 1975. Las tormentas se llamaron Amy, Caroline, Doris, Eloise y Faye por primera vez en 1975. Los nombres Ingrid, Julia , Opal y Vicky se incluyeron en listas de nombres modernas. El nombre Eloise se retiró más tarde. Los nombres que no fueron asignados están marcados en 
.
| - Amy - Blanche - Caroline - Doris - Eloise - Faye - Gladys | - Hallie - Ingrid (sin usar) - Julia (sin usar) - Kitty (sin usar) - Lilly (sin usar) - Mabel (sin usar) - Niki (sin usar) | - Opal (sin usar) - Peggy (sin usar) - Ruby (sin usar) - Sheila (sin usar) - Tilda (sin usar) - Vicky (sin usar) - Winnie (sin usar) |